# Елиф Елмас
Елиф Елмас (на македонска литературна норма: Елиф Елмас) е северномакедонски футболист от торбешки произход, който играе за Торино.

## Кариера
Започва кариерата си във ФК „Работнички“, където записва 44 мача и отбелязва общо 4 гола.
Треньорът на турския национален отбор Фатих Терим се опитва да го привлече на база турския му произход, но Елмас отказва и решава да представлява Северна Македония.
На 11 юни 2017 година дебютира за националния отбор на Северна Македония срещу Испания, като влиза на полувремето чрез смяна с Остоя Степанович.
На 28 юли 2017 година подписва петгодишен договор с турския „Фенербахче“. От юли 2019 година е играч на „Наполи“.